# Tiroler Steinöl
Tiroler Steinöl ist ein schwarzes, stark riechendes Öl, das aus einem kerogenhaltigen Gestein seit dem Mittelalter in Tirol gewonnen und in der Volksmedizin angewandt wird.

## Vorkommen

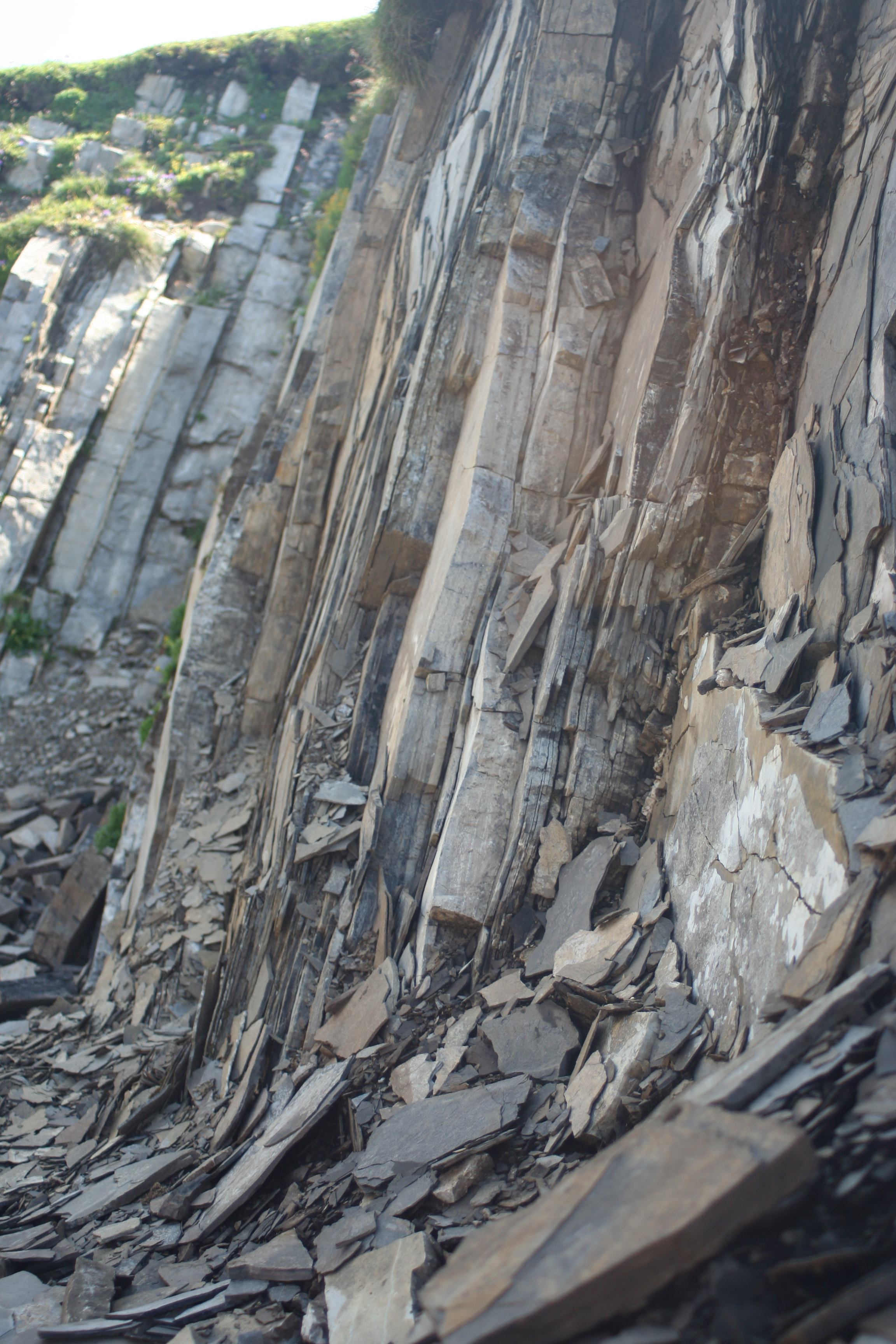
Fein geschichtete Gesteine der Seefeld-Formation bei der Nördlinger Hütte südlich der Reither Spitze

Das Tiroler Steinöl wird aus Gesteinen der Seefelder Schichten, einem Ölschiefer des Hauptdolomit, gewonnen, einem unterjurassischen, kerogenführenden Mergel. Hauptvorkommen ist die Erlspitzgruppe bei Seefeld in Tirol, spätere Fundstellen befinden sich im Bächental und in der Umgebung des Achensees. Die Kerogene im Ölschiefer bildeten sich unter Sauerstoffabschluss aus abgestorbenem Plankton, Meerwasser- und Süßwasseralgen sowie Bakterien. Durch die Auffaltung der Alpen wurden die ehemals horizontal abgelagerten, fossilreichen Sedimentschichten verfestigt und verstellt. Die Ölschiefer bei Pertisau lagern heute in einem Winkel von 51°.

## Geschichte

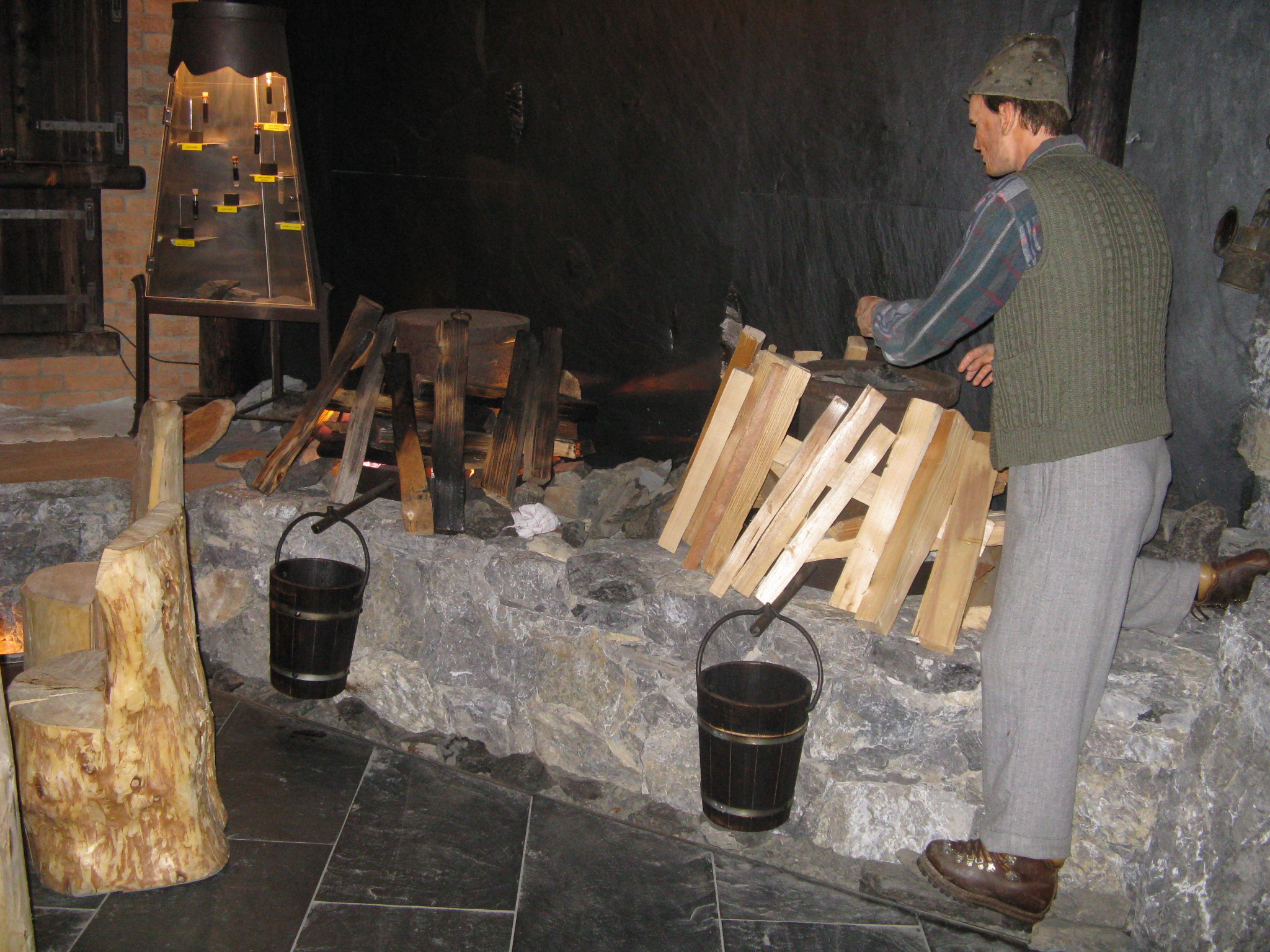
Rekonstruktion eines Steinölbrennofens von 1902

Das Ölschiefervorkommen in Tirol wurde im Seefelder Raum seit dem Jahr 1350 genutzt; das daraus gewonnene Steinöl wurde weithin gehandelt. Der Sage nach handelte es sich dabei um Blut des Riesen Thyrsus, es wurde darum auch unter dem Namen Dürschöl verkauft und die Händler nannte man Dirschler. 1576 wurde dem Alchemisten Abraham Schnitzer das Privileg zur Steinölproduktion im Inntal durch Erzherzog Ferdinand II. eingeräumt, Abbaugebiet war die Reither Spitze. Ziel war es, mit dem Öl die teuren Importe von Unschlitt für Grubenlampen im damals dominierenden Tiroler Bergbau zu ersetzen.
Im Jahr 1845 begann mit der Gründung der I. tirolischen Asphaltgewerkschaft am Gießenbach in Scharnitz die Industrialisierung der Steinölbrennerei und Asphaltherstellung. Dies stellte sich als ertragreich heraus, so dass Erzherzog Maximilian von Österreich-Este das nach ihm benannte Hüttenunternehmen bei Seefeld finanzierte. Die Hoffnung, mit der ab 1858 betriebenen Destillation des gefragten Lampenbrennstoffs Petroleum große Gewinne zu machen, zerschlug sich mit dem wenig später importierten, günstigeren Petroleum aus Erdöl. Die industrielle Produktion wurde aufgegeben und ab Mitte der 1860er Jahre wurde die Steinölbrennerei wieder handwerklich von Ortsansässigen betrieben. Ab 1884 wurde dann mit der Sulfonierung des Steinöls der Grundstein für die Vermarktung unter dem Markennamen Ichthyol gelegt.
Die Gesteine bei Seefeld wurden bis 1964 abgebaut, seitdem verwendet die dort ansässige Maximilianshütte Ölschiefer aus Frankreich für die Produktion ihrer auf Steinöl basierenden Erzeugnisse.
Ein Mineraliensammler (Martin Albrecht sen.) entdeckte im Jahr 1902 am westlichen Ufer des Achensees bei Pertisau Ölschiefervorkommen. Das erste von ihm betriebene Bergwerk (Lage) mit primitiven manuellen Abbautechniken wurde 1917 durch eine Lawine vernichtet. 1908 wurde im Bächental, einem Seitental im Karwendel, auf 1500 m Seehöhe ein weiteres, ergiebiges Ölschiefervorkommen entdeckt, das bis heute, in der 4. Generation, in einem geringen Umfang bergmännisch abgebaut und zu Tiroler Steinöl verarbeitet wird (Lage).

## Verarbeitung
Der kerogenhaltige Ölschiefer wird aus dem anstehenden Fels gesprengt, grob zerkleinert und zur Verarbeitung in eine Schwelanlage befördert. Bei ca. 450 °C entweicht das Schiefergas und kann in Kondensiertürmen zu Schieferöl destilliert werden. Durch Sulfonierung kann es zu Ichthyol bzw. Tiroler Steinöl weiterverarbeitet werden.

## Verwendung
Tiroler Steinöl ist seit Jahrhunderten fester Bestandteil der Tiroler Haus- und Volksmedizin. Bereits im Mittelalter wurde das Öl durch sogenannte Ölträger und Arzneihausierer in Tirol und Bayern verbreitet. Der Ölschiefer enthält gebundenen Schwefel, der seine Wirksamkeit im Steinöl entfaltet.
Lange vor der Erdölraffination wurde das Steinöl schon zu Teer, Leuchtöl (Naphtha), Imprägniermitteln für Holz und Zäune, als Abdichtung für Dächer und zur Straßen-Asphaltierung genutzt.
Durch die geringe Ergiebigkeit des Ölschiefers wurde heute die Weiterverarbeitung schließlich auf die medizinische und kosmetische Anwendung reduziert. Tiroler Steinöl wird vor allem bei der Behandlung von Hautproblemen, wie Akne oder Schuppenflechte, bei Blutergüssen und Hautabszessen als sogenannte Zugsalbe sowie bei Rheuma eingesetzt.
Im kosmetischen Bereich wird Steinöl heute in Form von Ölbädern, Cremes, Salben, Lotions sowie Seifen, Duschbädern und Shampoos eingesetzt.

## Steinöl-„Vitalberg“ in Pertisau

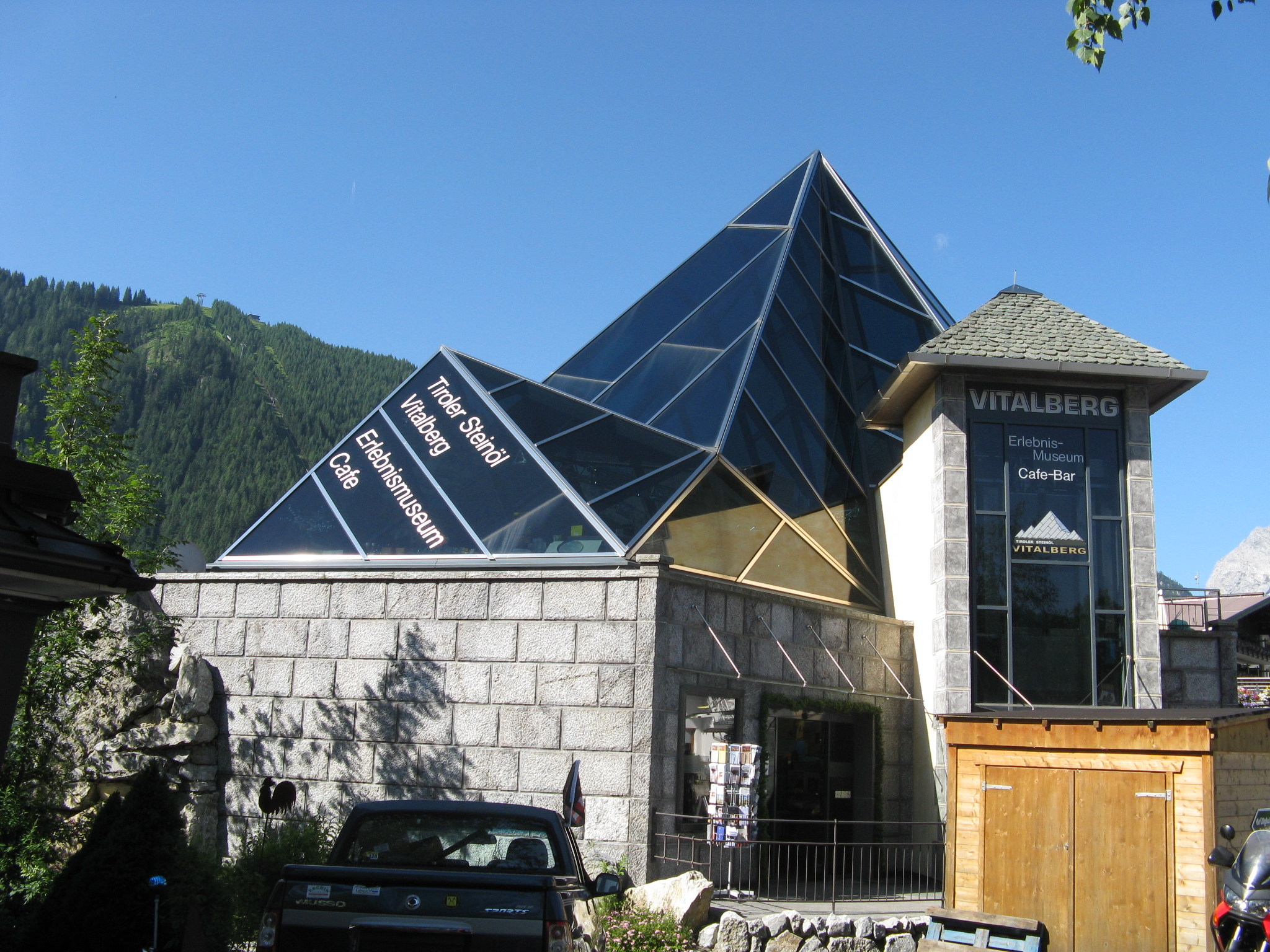
Tiroler Steinöl Vitalberg Pertisau

Im Jahr 2003 wurde das Steinöl-Besucherzentrum „Vitalberg“ eröffnet, in dem Informationen über die Geschichte des Ölschieferbergbaus, der Gewinnung und Verwendung von Tiroler Steinöl bereitgestellt werden (Lage). Herzstück des Zentrums ist eine funktionsfähige Schwelanlage.
Zum 100. Jahrestag der Entdeckung des Schieferölvorkommens in Pertisau wurde 2002 ein Schieferöl-Erlebnisweg eingerichtet.

## Sage
Der Legende nach handelt es sich um das Blut des böswilligen Riesen Thyrsus, der von dem Riesen Haymon im Kampf bei Zirl getötet wurde. Haymon verletzte Thyrsus an der Ferse. Das in das Erdreich versickernde Blut des Riesen, das sogenannte Tyrsenblut, wurde im Stein eingeschlossen und als sogenanntes Tyrschenöl konserviert.